# Francisco López de Gómara
Pour les articles homonymes, voir Francisco López et López.
Francisco López de Gómara est un historien espagnol du XVIe siècle, né à Séville en 1510 ou 1511, et mort à Séville en 1566.

## Biographie
Après des études à l'université d'Alcalá de Henares, Francisco López de Gómara devient prêtre puis rentre au service de Hernan Cortès. Il fut le chapelain et le secrétaire du conquistador dans les dernières années de celui-ci, et devint son historiographe officiel. Il a alors eu accès à des informations de première main de la part des nombreux voyageurs qui revenaient du Nouveau monde tels que Gonzalo de Tapia ou Bernal Diaz del Castillo. Il décrit donc avec précision la colonisation européenne des Amériques dans son plus célèbre ouvrage, la Historia general de las Indias. Le livre se diffuse dans les pays voisins et est traduit en français puis en italien.
Mais le 17 novembre 1553, le prince Philippe d'Espagne, le futur Philippe II, confisque par décret toutes les copies du livre et interdit sa réimpression. Cette interdiction ne sera levée qu'en 1727.
Montaigne l'utilise quand il rédige son essai III, 6 (Des coches).

## Œuvres

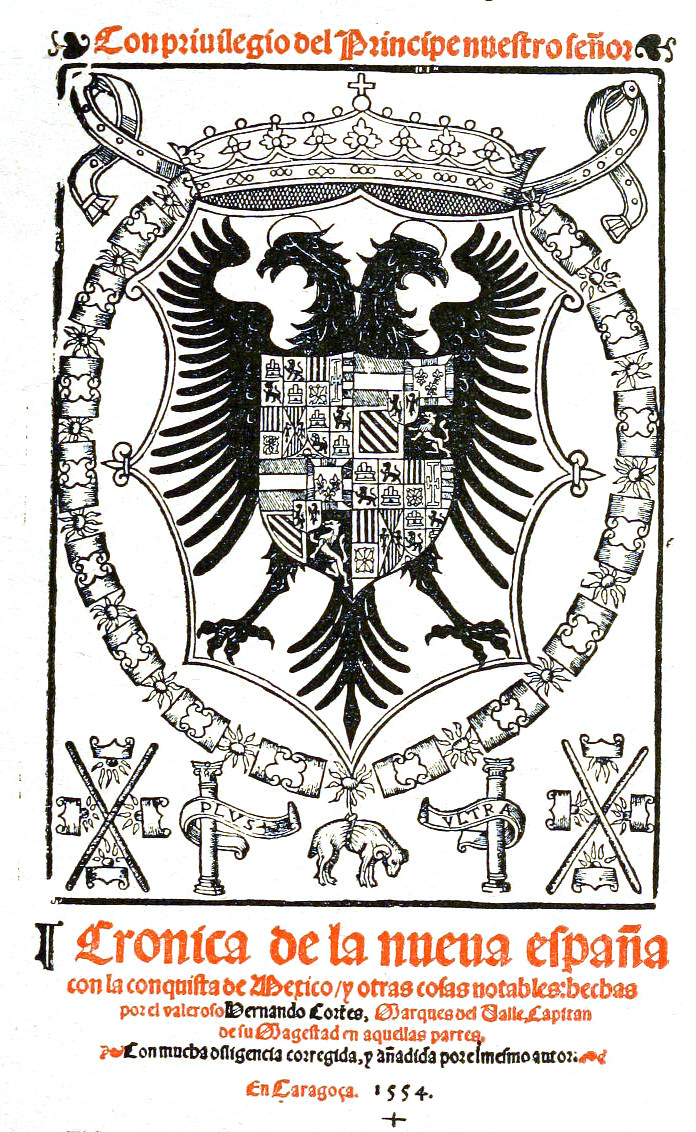
Couverture du livre 1555

- Historia general de las Indias y todo lo acaescido en ellas dende que se ganaron hasta agora y La conquista de Mexico, y de la Nueva España (1553)
- La segunda parte de la Historia general de las Indias que contiene La conquista de Mexico, y de la Nueva España (1553)
- Crónica de los Barbarrojas
- Anales de Carlos V
- Vida de Hernán Cortés

### Traductions françaises
- Histoire généralle des Indes occidentales et terres neuves qui jusqu'à présent ont esté descouvertes, traduite en françois par M. Fumée Sieur de Marly le Chastel. A A Paris, chez Michel Sonnius, 1568.
- Histoire generale des Indes occidentales, et terres neuves,qui jusques à present ont esté descouvertes, augmentee en ceste cinquiesme edition de la description de la nouvelle Espagne, & de la grande ville de Mexicque,autrement nommee, Tenuctilan. Composee en espagnol par François Lopez de Gomara, & traduite en françois par le S. de Genillé Mart. Fumée., A Paris, chez Michel Sonnius, 1584 (lire en ligne)